# Mouche de la cerise
Rhagoletis cerasi
Pour les articles homonymes, voir Mouche et Cerise (homonymie).
Espèce
La mouche de la cerise (Rhagoletis cerasi) est une espèce de petits insectes diptères brachycères dont la larve se développe dans les cerises.

## Description

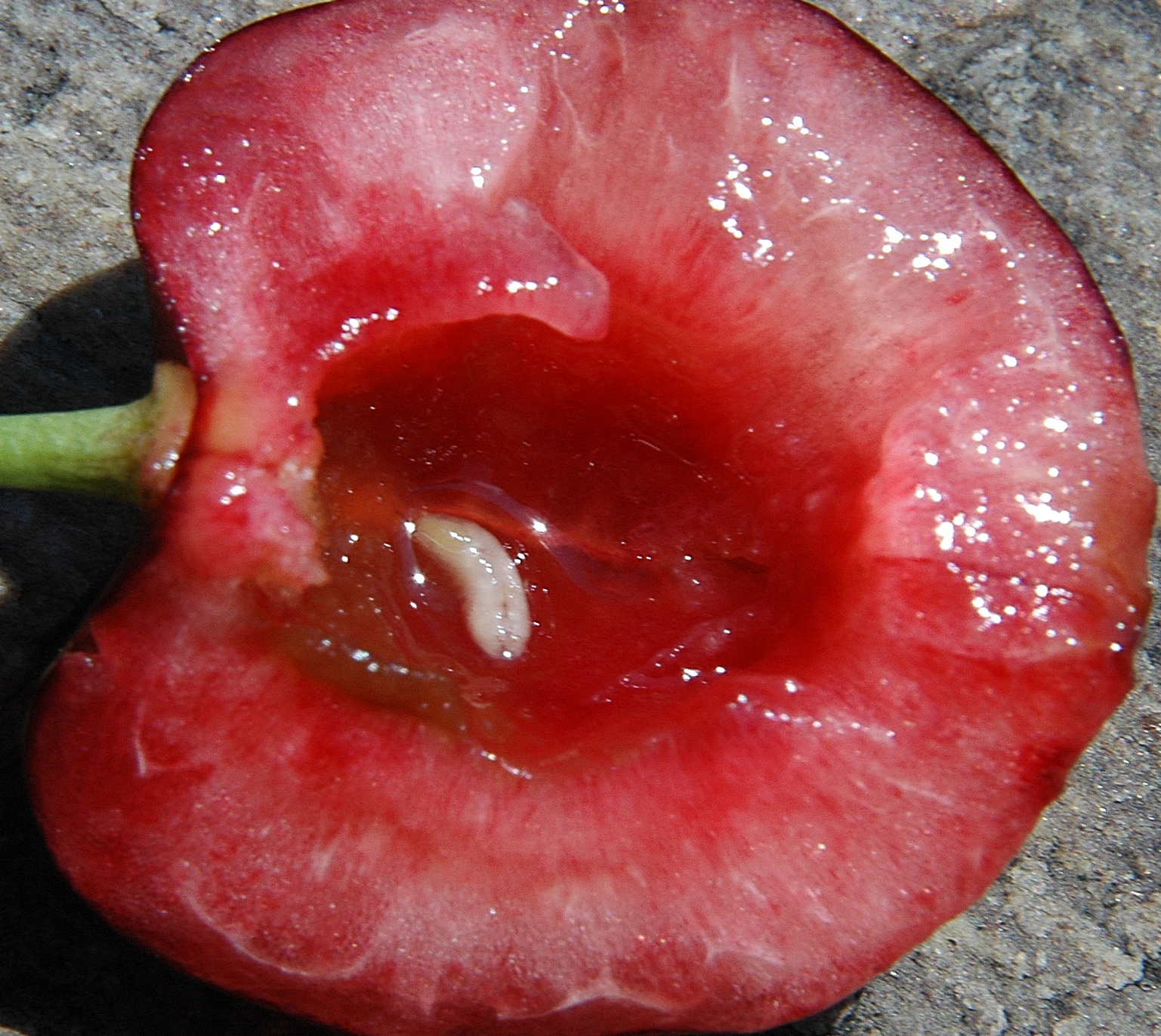
Larve dans une cerise ouverte.

L'insecte adulte est une petite mouche de moins de 5 mm de long, aux ailes transparentes ornées de taches sombres. De loin on peut prendre la mouche pour une araignée sauteuse (les taches représentant les pattes).
La larve est un ver de couleur blanche, de 5 mm de long, qui vit dans la chair des cerises de juin à juillet. Il descend ensuite dans le sol, se transforme en pupe et hiverne jusqu'au printemps.

## Dégâts
Lors de la dégustation de cerises mûres, on peut tomber sur un petit asticot blanchâtre caché au cœur du fruit, tout près du noyau. Il arrive que la pulpe du fruit pourrisse puis brunisse. Les fruits attaqués se remarquent à la présence d'un orifice minuscule situé vers le haut du fruit près du pédoncule, par lequel la larve a quitté la cerise.
Cet insecte ne s'attaque qu'au cerisier.

## Cycle biologique
Le cycle biologique de la mouche de la cerise s'étale sur une année complète :
- La pupe de la mouche hiberne sous terre et se transforme en adulte au début du printemps. Les femelles, volant de mai à juillet dans l'hémisphère nord, pondent alors leurs œufs dans les cerises qui commencent à mûrir.
- La larve de la mouche Rhagoletis cerasi naît dans les fruits en cours de rougissement au printemps (de mai à juin/juillet dans l'hémisphère nord) puis poursuit son développement au sol en se transformant en pupe et hiberne sous terre jusqu'au printemps suivant[2].

## Moyens de lutte

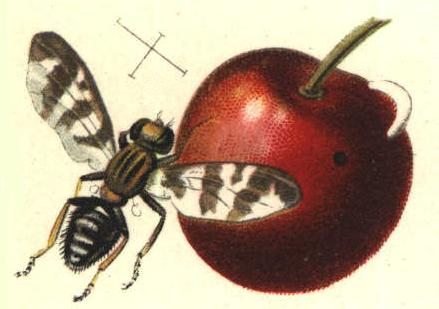
Mouche de la cerise adulte

Grâce à l'avertissement agricole, les adultes sont traités par un insecticide systémique, au minimum cinq jours avant la récolte des fruits[réf. nécessaire].
Un traitement chimique pour éliminer ces larves se révèle difficile car il touche la chair du fruit (on peut cependant poser au pied du cerisier une bâche pour recueillir les larves qui tombent au sol pour aller hiberner). Il est préférable de prévenir en cherchant à intercepter les mouches pondeuses par des pièges (croisillons ou plaques jaunes englués) dès que les fruits entrent en véraison (lorsque le fruit change de couleur et passe progressivement du vert au jaune avant de devenir rouge). De 3 à 8 pièges sont nécessaires en fonction de la taille du cerisier. Ils doivent être placés en priorité au sud, côté soleil.
Des pièges attractifs, dits alimentaires, sont également très efficaces. Ils se posent sur les cerisiers environ cinq semaines avant la récolte.
Les pièges sexuels à phéromones sont d'un maniement plus délicat et n'ont pas forcément un résultat meilleur que les pièges de couleur jaune.